# Rickenbach (Hotzenwald)
Rickenbach (Hotzenwald) (în alemanică Rickebach) este o comună din landul Baden-Württemberg, Germania.

## Istoric
Pământurile pe care astăzi se află Rickenbach și satele sale componente au fost populate încă din a doua jumătate a secolului al XIII-lea. 
Din secolul al VIII-lea până în secolul al X-lea, așezările au fost administrate de Abația Säckingen, înainte de a fi date în posesia casei de casei de Wieladingen. După ce familia își va pierde averea și va fi nevoită să părăsească zona, satele vor fi preluate de casa de Baden.